# Razbugorje
Razbugorje (ros. Разбугорье) – wieś w Rosji, w obwodzie astrachańskim, w rejonie wołodarskim. W 2010 liczyła 410 mieszkańców.